# Francesc Conesa Alcaraz
Francesc Conesa Alcaraz (Barcelona, 1921 - Palol de Revardit, 1960). Guerriller llibertari que forma part de la colla de Quico Sabaté.
La seva família provenia de Cartagena (Múrcia). Va néixer al Somorrostro (barri de barraques de Barcelona) i era el segon de vuit germans. De molt jove va viure a Santa Coloma de Gramenet. El seu pare feia de drapaire i ell l'ajudava. La seva família era molt humil. El 1950, casat i amb un fill, s'exilià a França i s'instal·là a Lió, on treballà de picapedrer i va entrar en contacte amb el cenetista José Pascual Palacios. Més tard es va integrar al grup d'acció llibertari de Francesc Sabaté Llopart, Quico. Formà part del grup que, la nit del 28 al 29 de desembre de 1959, creuà la frontera amb Francesc Sabaté, Antoni Miracle Guitart, Roger Madrigal Torres i Martí Ruiz Montoya. Va morir d'un tret al cap el 4 de gener de 1960, després de ser encerclat el grup per la Guàrdia Civil al Mas Clarà, situat a la Mota, en el terme municipal de Palol de Revardit, prop de Banyoles. Aquella nit sols va poder escapar Quico Sabaté, els altres quatre membres del grup moriren en l'enfrontament o foren assassinats pels guàrdies. Fou enterrat, amb els seus companys Martí Ruiz Montoya, Roger Madrigal Torres i Antoni Miracle Guitart, en una fossa comuna del cementiri de Girona.